# Codreni (Botoșani)
Codreni es una localidad rumana de la comuna de Mileanca, en el condado de Botoșani.

## Historia
Hacia finales del siglo XIX la localidad, que por entonces pertenecía al antiguo distrito de Dorohoi, formaba ya parte de la comuna de Mileanca y tenía contabilizada una población de 192 habitantes.
En la segunda mitad del siglo XX la localidad había pasado a formar parte del condado de Botoșani. En el censo de 2021 la localidad tenía una población de 276 habitantes.